# Omate TrueSmart
Omate TrueSmart是一款由Omate開發的智慧型手錶。Omate TrueSmart與其他智慧型手錶不同的是它內建完整的Android系統，可以獨立運作，如撥打電話、上網等。並且擁有特製的表帶。金屬機身會組隔訊號，所以天線皆配置在表帶內。表帶內有GPS、Wifi、藍芽、揚聲器等配件。

## 規格
Omate TrueSmart使用了專用的充電盒，可以接上電腦傳輸檔案。並且有45×45×14mm (約1.54吋)大小的螢幕。

### 處理器
處理器是Cortex-A7 MediaTek MTK657，擁有1GHz的雙核RAM。

### 軟體
內建設定/電話/電子郵件/簡訊/文件管理器等等的APP。
Omate有內建兩款專為TrueSmart的APP，分別是Omate使用者界面(OUI 2.0)和OStore。

#### OStore
OStore裡面有許多適配TrueSmart的APP，分為生活類、運動健康、遊戲類、社交類、出行類、實用工具、娛樂類和手機伴侶，以第三方應用程式居多。不過官方還是有另外製作的應用，例如:OCompation、SWLink等。

### 相機
TrueSmart只有500萬像素的鏡頭，而且鏡頭位置位於機身右側，拍照時容易被手背擋住，無法抓到好效果。
下一代機種Omate TrueSmart+移除了相機功能，也不再配備鏡頭。

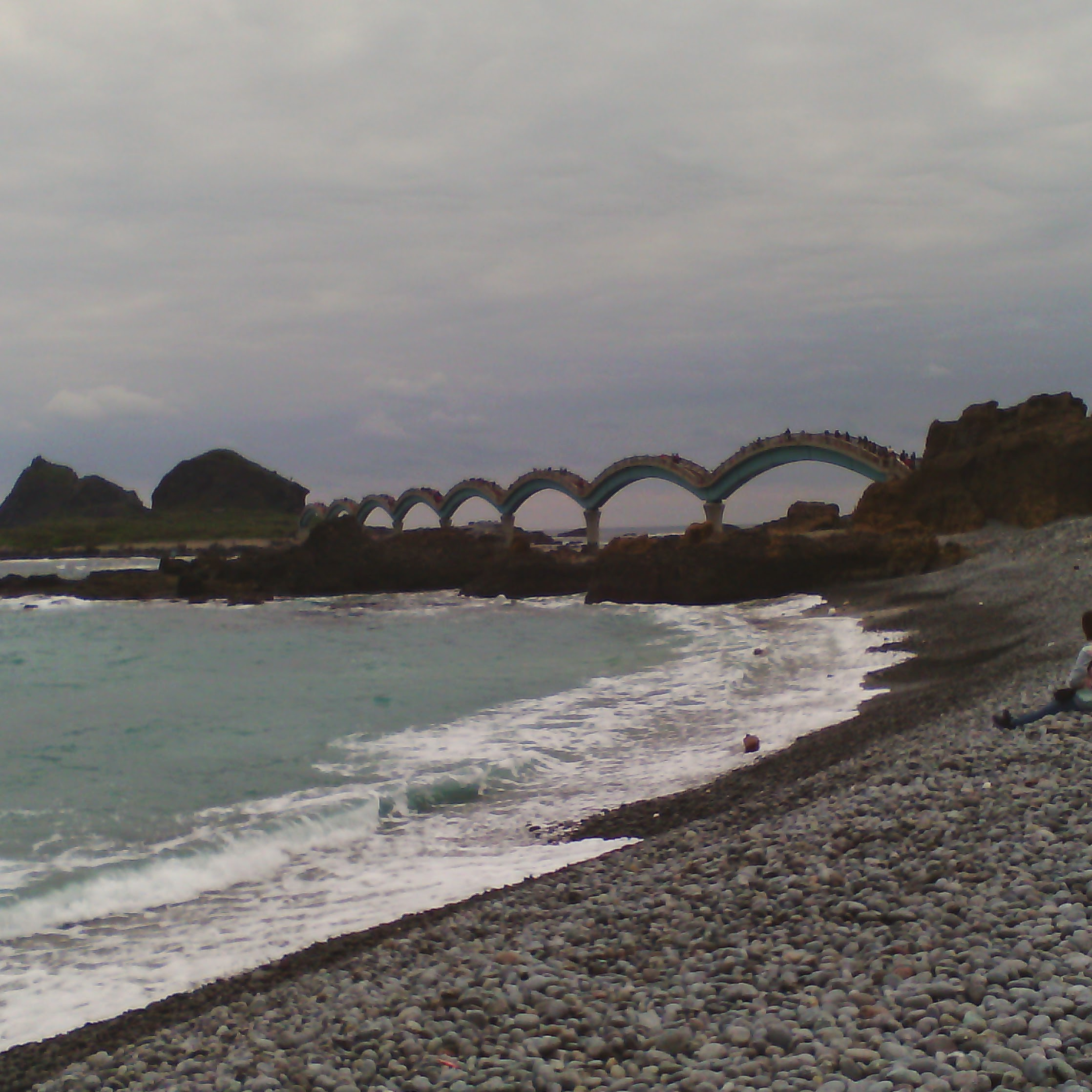
TrueSmart拍照效果

## 繼任: Omate X
2014年8月19日，Omate在Kickstarter發佈了新的產品Omate X，Omate X無法獨立運行，而是作為手機的配件，因為TrueSmart有著許多的問題，例如：如果手上有手汗操作Truesmart，Truesmart會出現一些問題。